# Āqdarreh-ye Vosţá
Āqdarreh-ye Vosţá (persiska: آغ دره وسطی, Āgh Darreh-ye Vosţá, آقدره وسطی) är en ort i Iran.   Den ligger i provinsen Västazarbaijan, i den nordvästra delen av landet, 400 km väster om huvudstaden Teheran. Āqdarreh-ye Vosţá ligger 2 018 meter över havet och antalet invånare är 350.
Terrängen runt Āqdarreh-ye Vosţá är huvudsakligen lite bergig. Āqdarreh-ye Vosţá ligger nere i en dal.Runt Āqdarreh-ye Vosţá är det ganska tätbefolkat, med 78 invånare per kvadratkilometer. Närmaste större samhälle är Noşratābād, 16,8 km öster om Āqdarreh-ye Vosţá. Trakten runt Āqdarreh-ye Vosţá består i huvudsak av gräsmarker.